# Villa Triste (histoire)
Pour les articles homonymes, voir Villa triste.

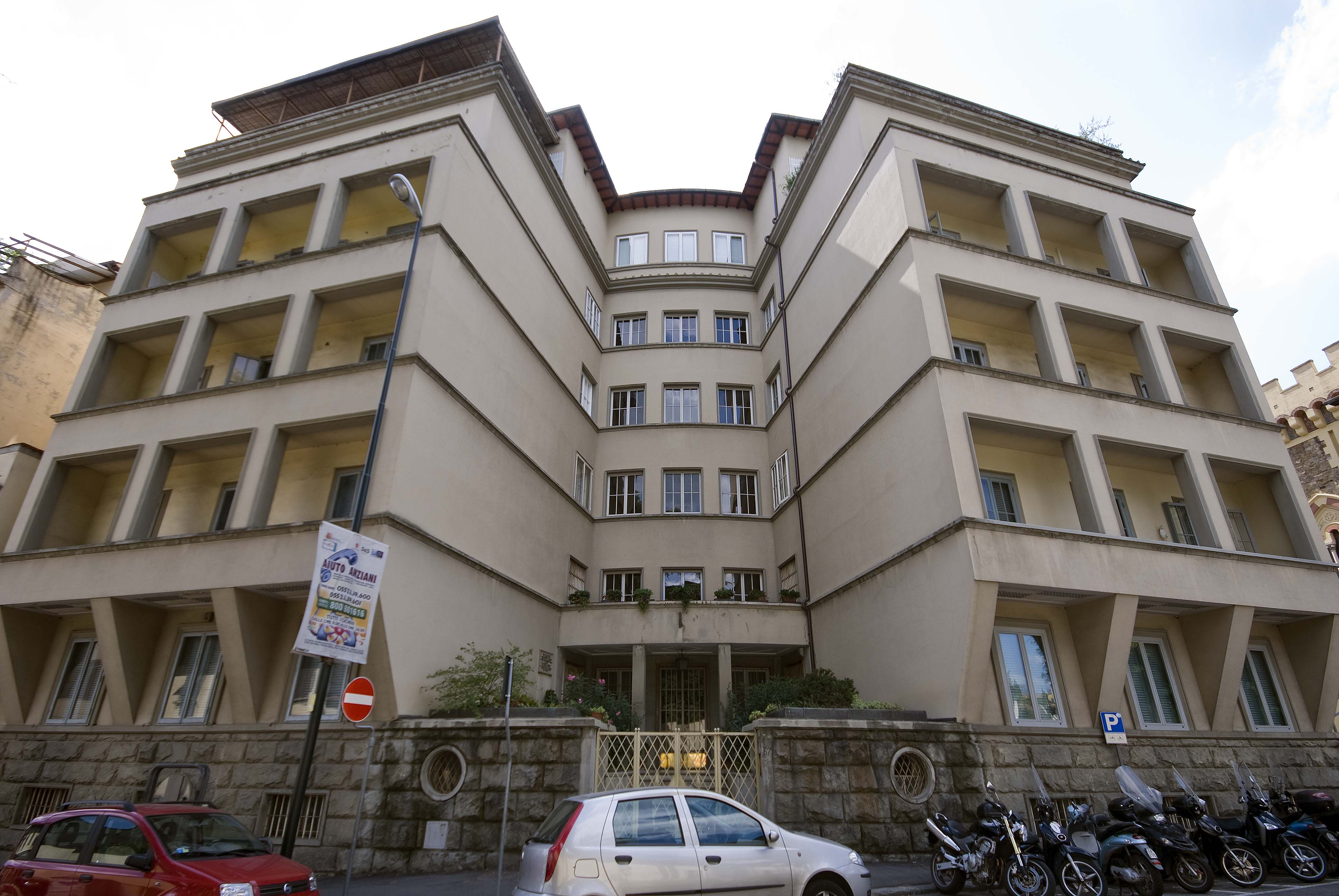
La Villa Triste de Florence.

Villa Triste est le nom donné à plusieurs lieux de détention et de torture ouverts par les fascistes en Italie durant la Seconde Guerre mondiale. Les principaux lieux furent à Florence, Rome, et Milan, mais également à Trieste, Gênes, Brescia, et Biella.